# Calle Arrayán
La calle Arrayán es una vía pública de la ciudad española de Sevilla.

## Descripción
La vía nace del punto en el que la calle González Cuadrado confluye con la plaza de Calderón de la Barca y discurre hasta llegar a San Luis. Aparece descrita en la Noticia histórica del origen de los nombres de las calles de esta ciudad de Sevilla (1839) de Félix González de León con las siguientes palabras:

Calle del Arrayan ó Arraijan. Pertenece al cuartel D. y á la parroquia Omnium Sanctorum. No es posible saber el origen de su nombre, desde que perdió el propio y primitivo que tuvo que fué el de ALvar Negro, tomado de un caballero de este nombre, que fué uno de los conquistadores, y tuvo casa de repartimiento en esta calle. En ella estuvo uno de los pequeños hospitales que se redujeron el año de 1587, titulado de la Concepcion, cuyas rentas se agregaron al del Amor de Dios: no averiguo cual fué la casa que ocupó; pero un pequeño retablo de pintura de la Concepcion de Ntra. Sra. que hay en ella, dá indicios de ser aquella en que está la casa que fué hospital. En esta calle hay una especie de hospitalidad, pero sin rentas ni empleados, donde se cura la enfermedad de tiña. La calles es muy angosta, pero muy larga, empieza en la espalda de la iglesia de la Feria, y despues de varias revueltas sale á la calle Real cerca de Sta. Marina, plaza del Herrador.
(González de León, 1839, p. 191)